# برونو پاسکوا
برونو پاسکوا (انگلیسی: Bruno Pascua؛ زادهٔ ۲۱ ژانویهٔ ۱۹۹۰) بازیکن فوتبال اهل اسپانیا است.